# 自動体外式除細動器

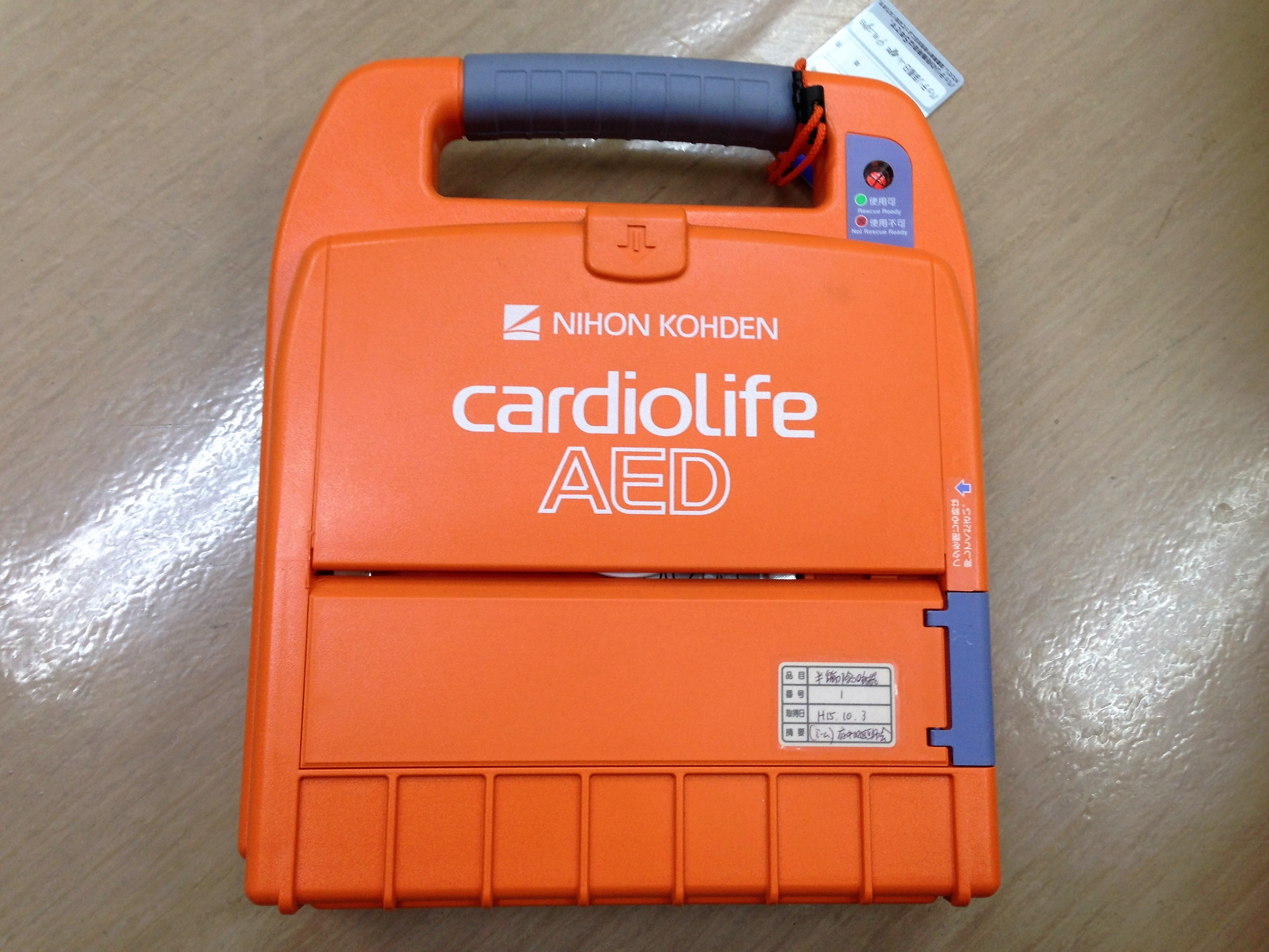
AED（外観）

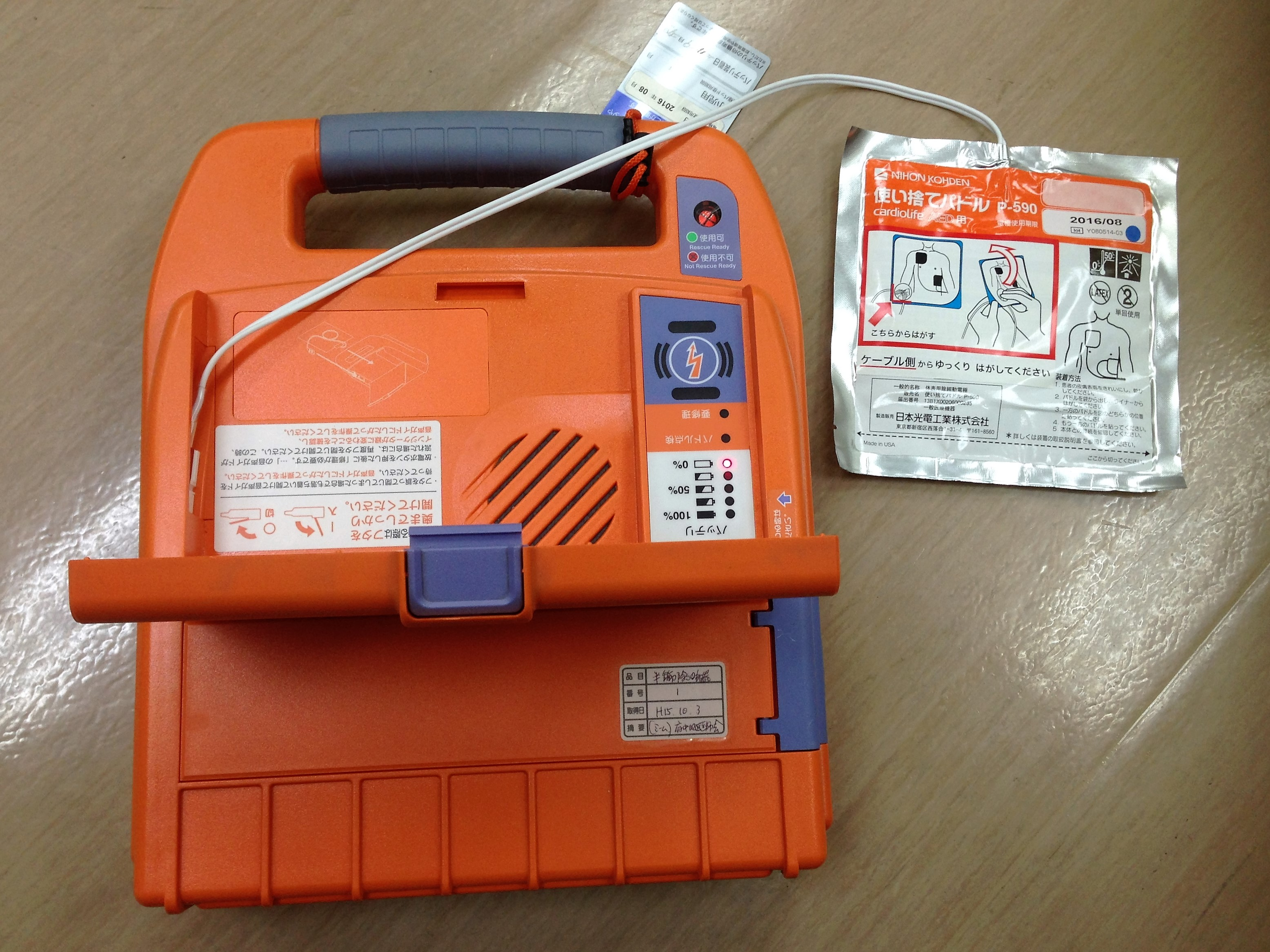
パッドを取り出したところ

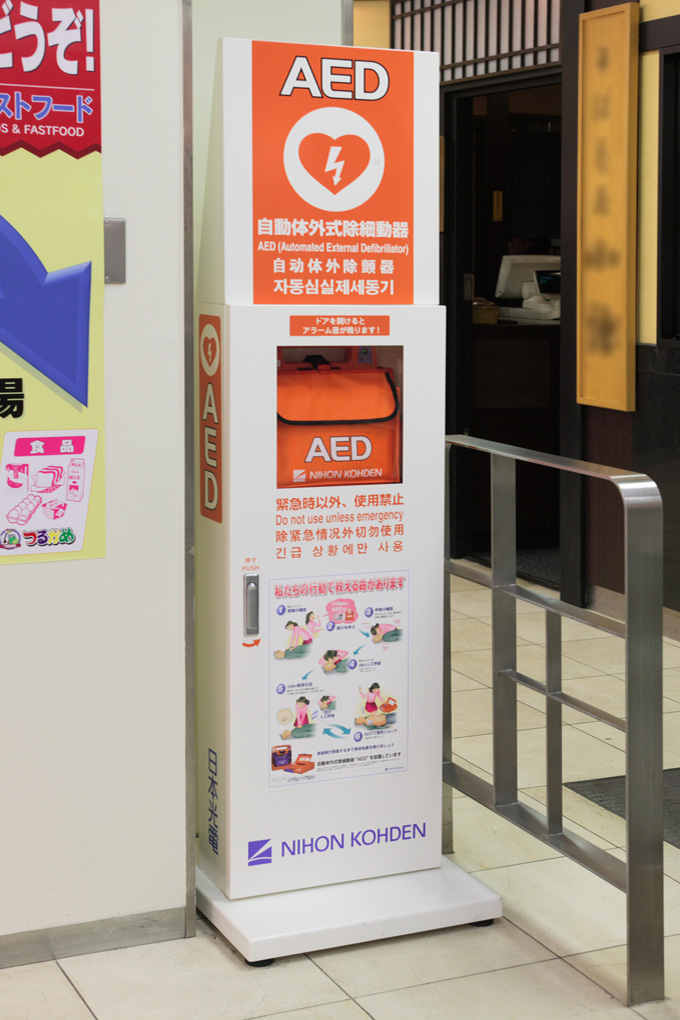
駅に設置されているAED

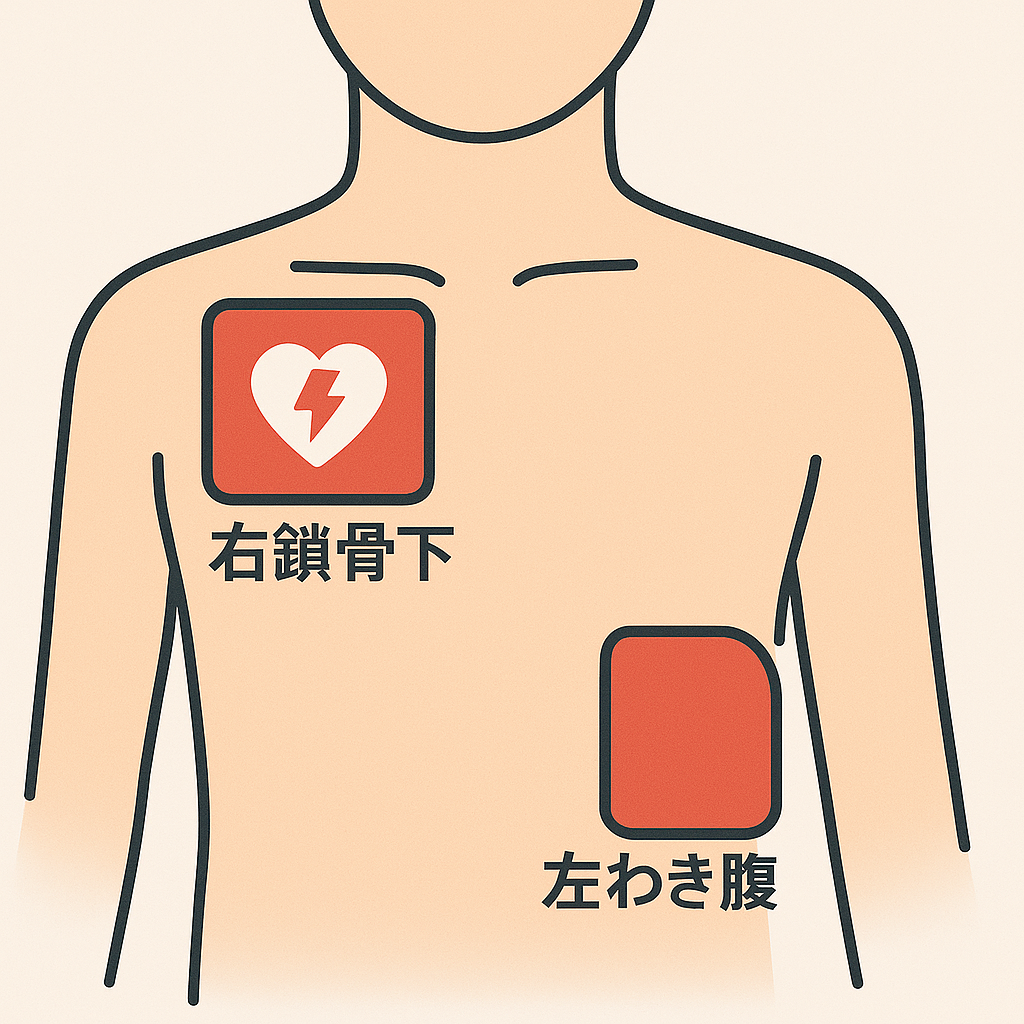
aedパッド貼り付け位置

自動体外式除細動器（じどうたいがいしきじょさいどうき、英: automated external defibrillator, AED）は、心停止（必ずしも心静止ではない）の際に機器が自動的に心電図の解析を行い、心室細動を検出した際は除細動を行う医療機器。除細動器の一つであるが、動作が自動化されているため施術者が非医療従事者でも使用できる。

## 概要
心室細動していた心臓は、AEDによる電気ショックで静止状態になるので、使用後は速やかに胸骨圧迫によって、拍動の回復を促す必要がある（および、技術があり可能ならば人工呼吸を併用することが望ましい）。通常であれば拍動は自発的に再開する。主に不特定多数の者が出入りする空港や航空機内、ホテルなどの公共施設に広く設置され、消火器などと同様に、万一の事態が発生した際には、その場に居合わせた人（バイスタンダー）が自由に使えるようになっている。
電気除細動器は1950年代に初めて開発され、初期の通電波形は単相性で、通電により「心室細動」が除細動されることは驚きをもって受け止められた。1980年代になって二相性波形のほうがより良い効果を示すことが明らかになると、低エネルギー通電も可能な二相性通電波形が採用されるようになり、1995年にAHA（米国心臓協会）のPAD勧告が公共スペースでの市民による除細動を推奨したことで自動体外式除細動器が普及するきっかけになった。
日本では、救急車が現場到着するまで平均で約8分を要するが、心室細動が起きると数秒で意識がなくなり約5分後には不可逆的な脳障害が発生して死亡することとなるため、一刻も早く電気的除細動を施行することが必要とされている。救急車の到着以前にAEDを使用した場合には、救急隊員や医師が駆けつけてからAEDを使用するよりも、救命率が数倍も高いことが明らかになっている。
なお、非医療従事者によるAED使用の法的責任については、反復継続ではないため医師法第17条違反とならず、刑法第37条緊急避難にあたると解釈され犯罪を構成せず、民法第698条の緊急事務管理に該当し悪意または重過失がなければ民事責任も問われないと解釈されている。

## 機器の使用

### 使用方法
収納スタンドは、蓋を開けるとサイレンやブザー鳴動・赤ランプの点滅で緊急事態発生を周囲に告げる他、使用された事を示す信号が、当該施設の防災センターに送られるようになっているものもある（これにより防災センターは、警備員を現場に向かわせ対応する）。
電源を入れると、電極パッドを胸に貼り付けるように音声案内が流れる。パッドを素肌に直接貼り付けることができていれば、ブラジャーは外す必要はなく、もし余裕があれば、パッドを貼った後に、上から上着やタオルなどを掛ければよい（電気ショックの時間を遅らせないことが重要）。電極パッドを胸に貼り付けると自動的に心電図の解析が始まり、電気ショックを与えるべきかの判断が行われる。
電気ショックが必要と判断された場合には、放電のボタンを押すようにアナウンスが流れ、施術者がボタンを押すと電気ショックによる除細動が行われる。
ショックボタンがない代わりに自動で電気ショックを実行するオートショックAED（フルオート機）も存在する。従来機（セミオート機）だとショックボタンを押すのを躊躇ってしまったり、操作ミス等でショックが適切に行われなかったという問題が調査により報告されているが、フルオート機ではショックが必要と判断した場合は音声ガイドかブザー音による3カウント後に自動でショックを実行するために確実に処置を行え、同時に救助者の精神的負担も抑えられるとしている 。しかし、ボタンがないことで救助者が困惑する可能性があったり実行前に救助者が患者から離れるのが遅れてしまうと感電する可能性がセミオート機よりも高いといった相違点に伴う問題もあり、厚労省からも注意が呼びかけられている。日本国内では2021年に初めて製造販売承認を取得した製品が発売されたが、2022年現在、販売条件として日本救急医療財団の指導に基づいた設置要件を満たした場所へ設置すること、そして使用者が適切な講習・訓練を受けている必要がある。当該製品にはセミオート機と区別する為にJEITA(電子情報技術産業協会)によって策定された共通のロゴが製品本体やキャリングケースに掲示されている。
AEDの使用方法については、製造メーカーのホームページなどを参照のこと。

### 使用目的の誤解

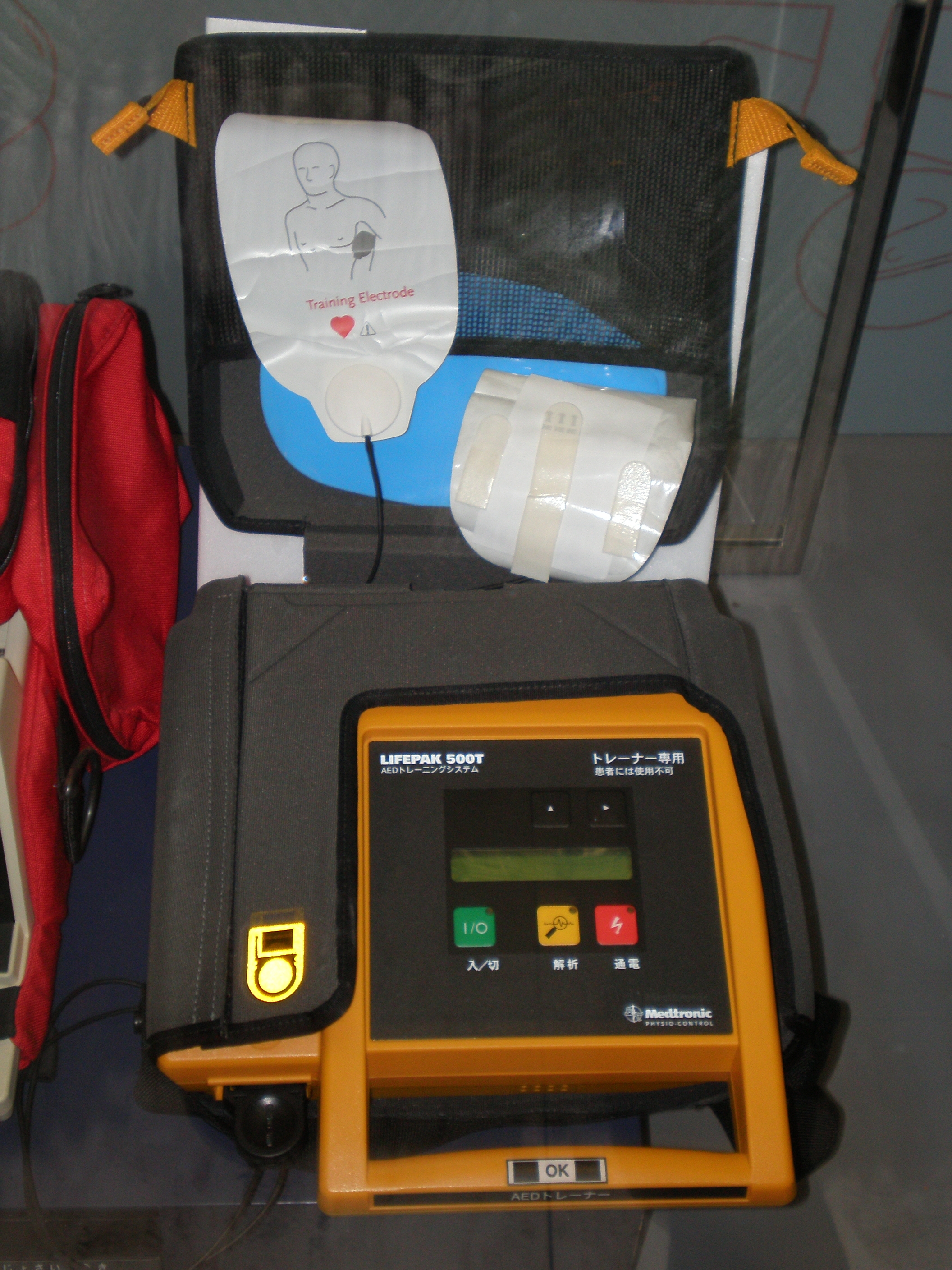
メドトロニックのAEDトレーニングシステム。AEDは電気ショックの発生源となる本体と人体に装着する電極パッドから構成される。本体は、電源スイッチの他に心電図の解析を行う解析ボタンと電気ショックを与える通電ボタンを備えている。

AEDとは「異常な拍動を繰り返し、ポンプとしての役割を果たしていない状態（心室細動）」の心臓を、電気ショックによって一時静止させることにより正常な拍動の再開を促すものであり、「静止した心臓を電気ショックで再起動させる」ものではない。
また、AED使用によって一時静止させられた心臓は、本来であれば自動的に拍動を再開するが、酸欠等の状態にあると拍動が再開しにくいため、AED使用後は、速やかに（人工呼吸と）胸骨圧迫（一般に心臓マッサージといわれるもの）を行い、拍動の再開を促す必要がある。AED機器が心室細動ではないと診断した場合は、除細動は行われず、胸骨圧迫を行うようアナウンスが流れる。

### 講習
公的団体
日本では、各地の消防本部や日本赤十字社の都道府県支部が、心臓マッサージやAEDの使用方法などの救命講習会を開催している。病院や保健所で独自に行っているところもある。
学校
さいたま市立小学校での小6女児の2011年死亡事故を受け、さいたま市では遺族と市教委が自動体外式除細動器（AED）を活用した救命のマニュアルで女児の名前から命名した「ASUKAモデル」を策定して、緊急時の早期対応を図り校内で講習会を実施している。同市で訓練を受けた中学生が、倒れた女性をAEDでの救助活動を助けた事例も報道されている。また部活顧問が心室細動で倒れた際に中学生が心肺蘇生とAEDを施し、無事蘇生した事案もある。
民間団体
アメリカ心臓協会 (AHA: American Heart Association) 公認講習を開催する日本蘇生協議会所属のNPO法人愛宕救急医療研究会、NPO大阪ライフサポート協会、日本ACLS協会や、メディックファーストエイド社、国際救急救命協会、日本救急蘇生普及協会（財団法人日本救急医療財団指定事業者）、公益財団法人日本AED財団が非医療従事者向けにトレーニングを提供している。また、プロ野球球団に入団したばかりの新人選手に対して救命講習会を行った例がある。

## 設置と保守

### 主な設置場所
2005年のヨーロッパのガイドラインでは、空港、カジノ、スポーツ施設など少なくとも2年に1件院外心停止が発生する可能性がある施設への設置を推奨している。また、米国のガイドラインでは5年に1件心停止が発生する場所への設置を推奨している。

#### 交通機関
- 空港、旅客機内（旅客機は、1990年代から諸外国の航空会社がいち早く機内に搭載を開始し、日本航空も、2001年10月に国際線機内に搭載を始めている[19]）
- 鉄道駅構内（大都市周辺や地方主要都市のJR駅、大手私鉄、地下鉄）、新幹線、特急列車内
- フェリーターミナル、フェリー内
- バス（主に観光バス）、バス営業所等

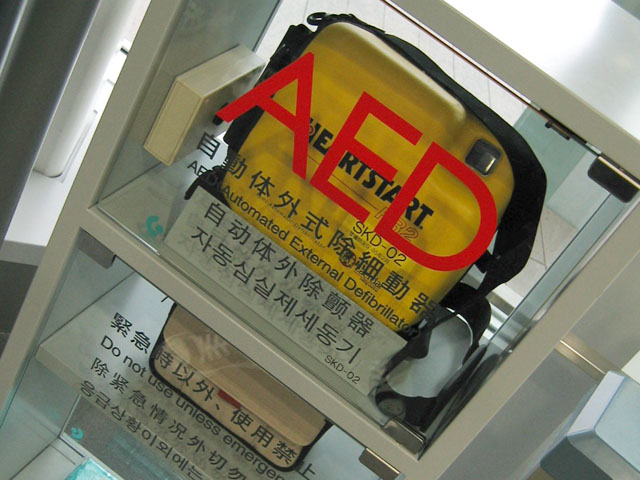
中部国際空港に設置されたAED
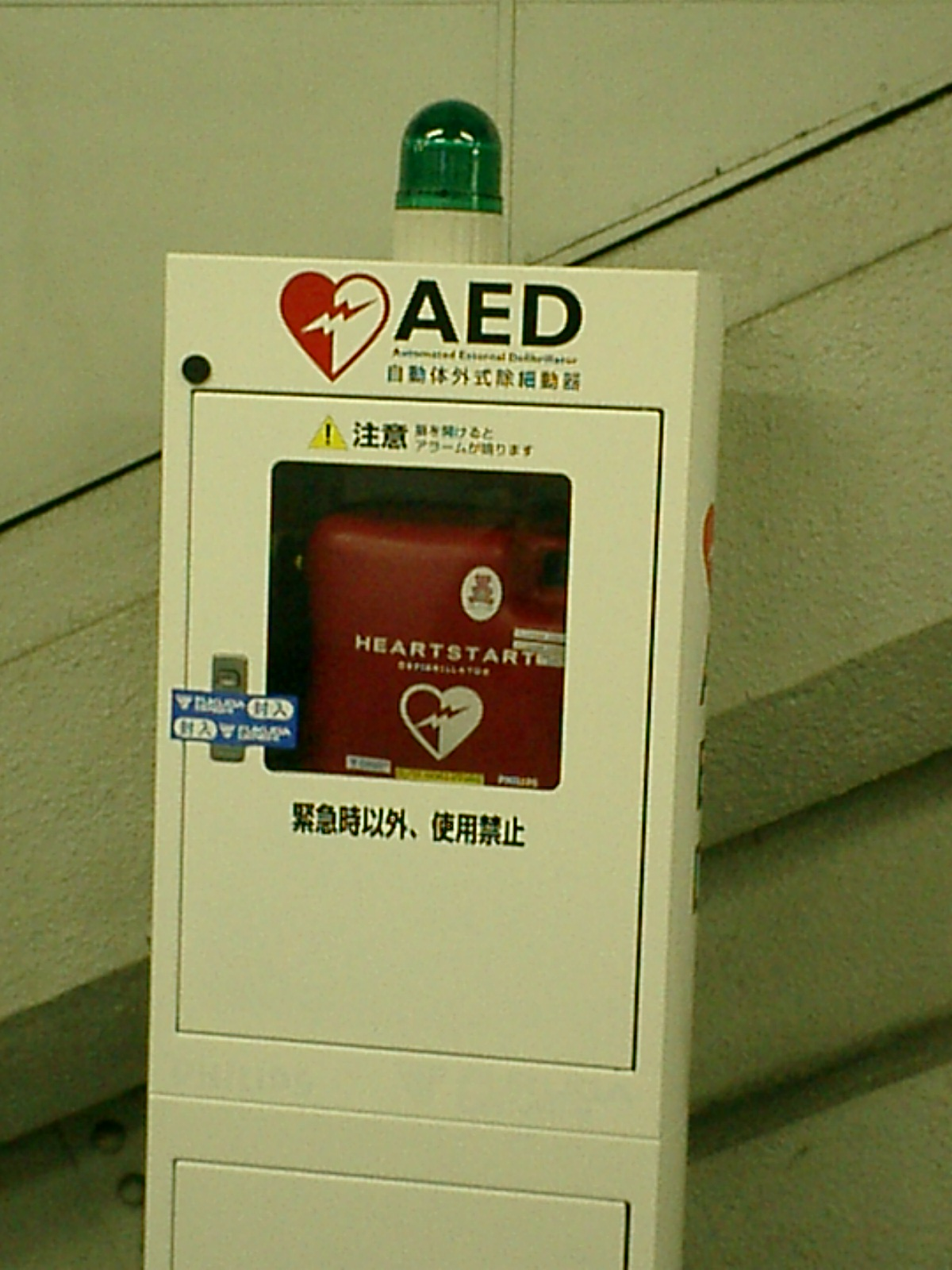
京橋駅 (大阪府)に設置された緑色のランプ付きのタイプ（フィリップス製）
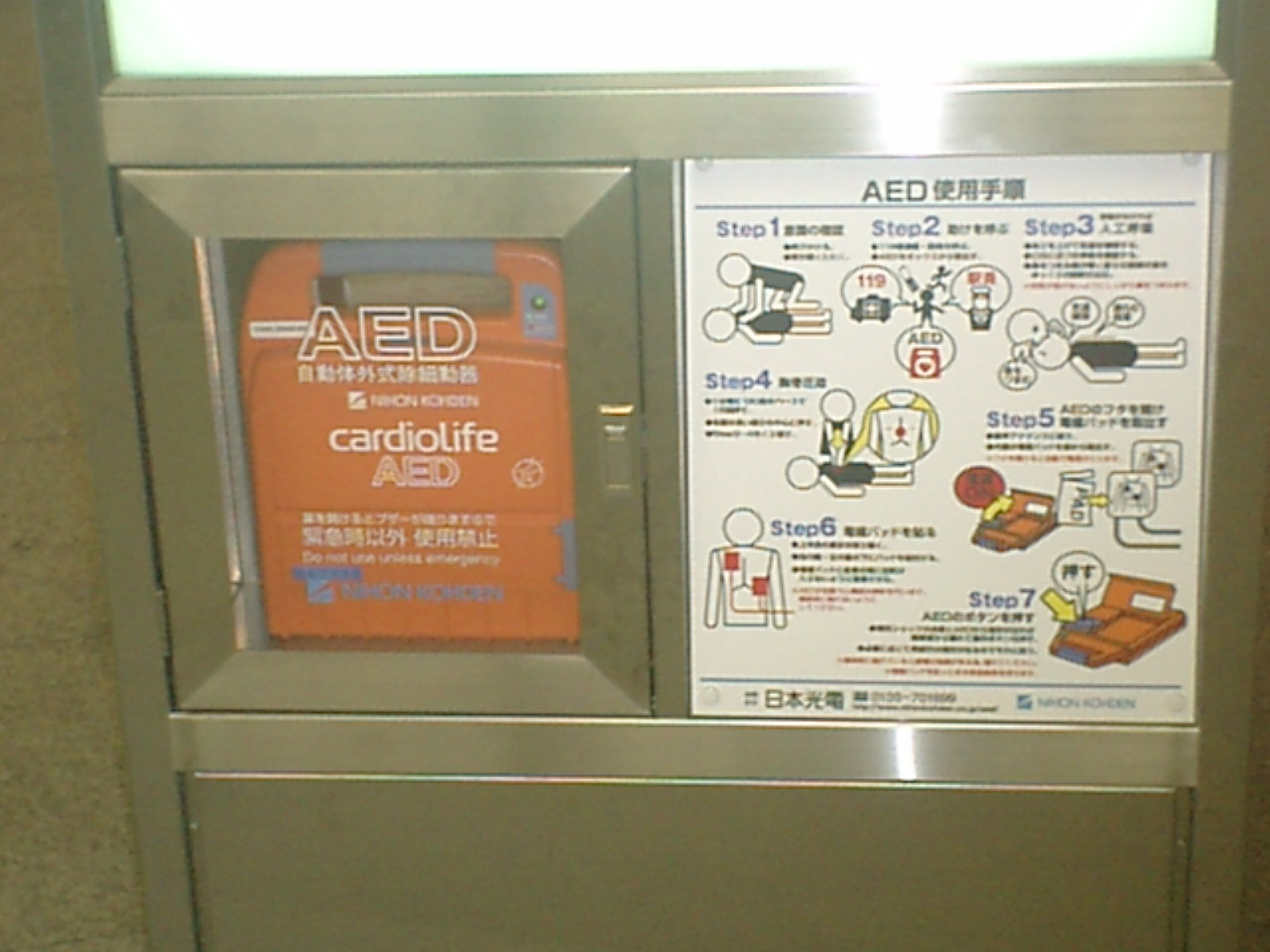
Osaka Metro難波駅の千日前線と四つ橋線ホームに設置（日本光電製）
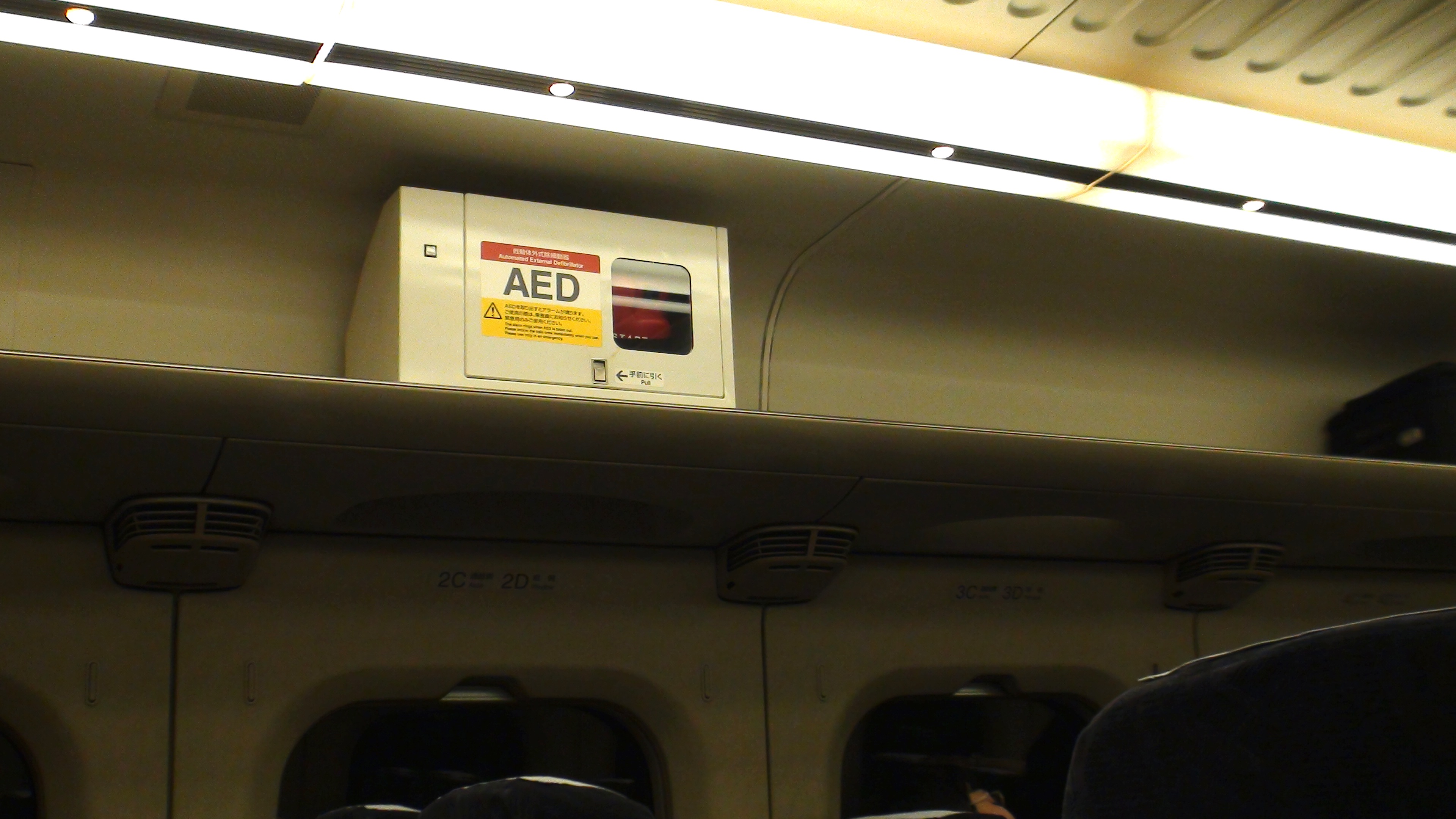
JR西日本、ひかりレールスター（700系7000番台）6号車に設置（フィリップス製）
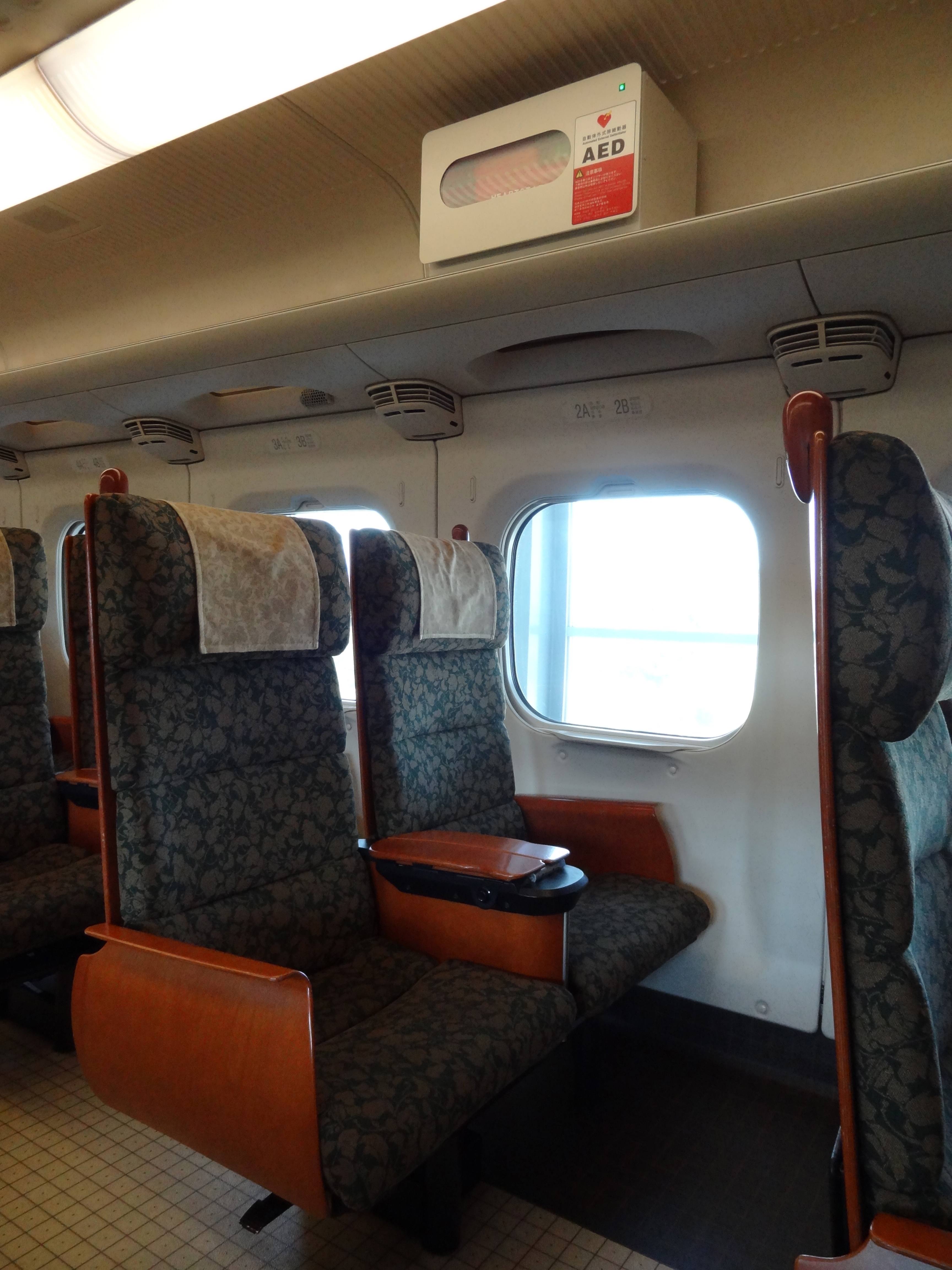
JR九州、800系4号車に設置
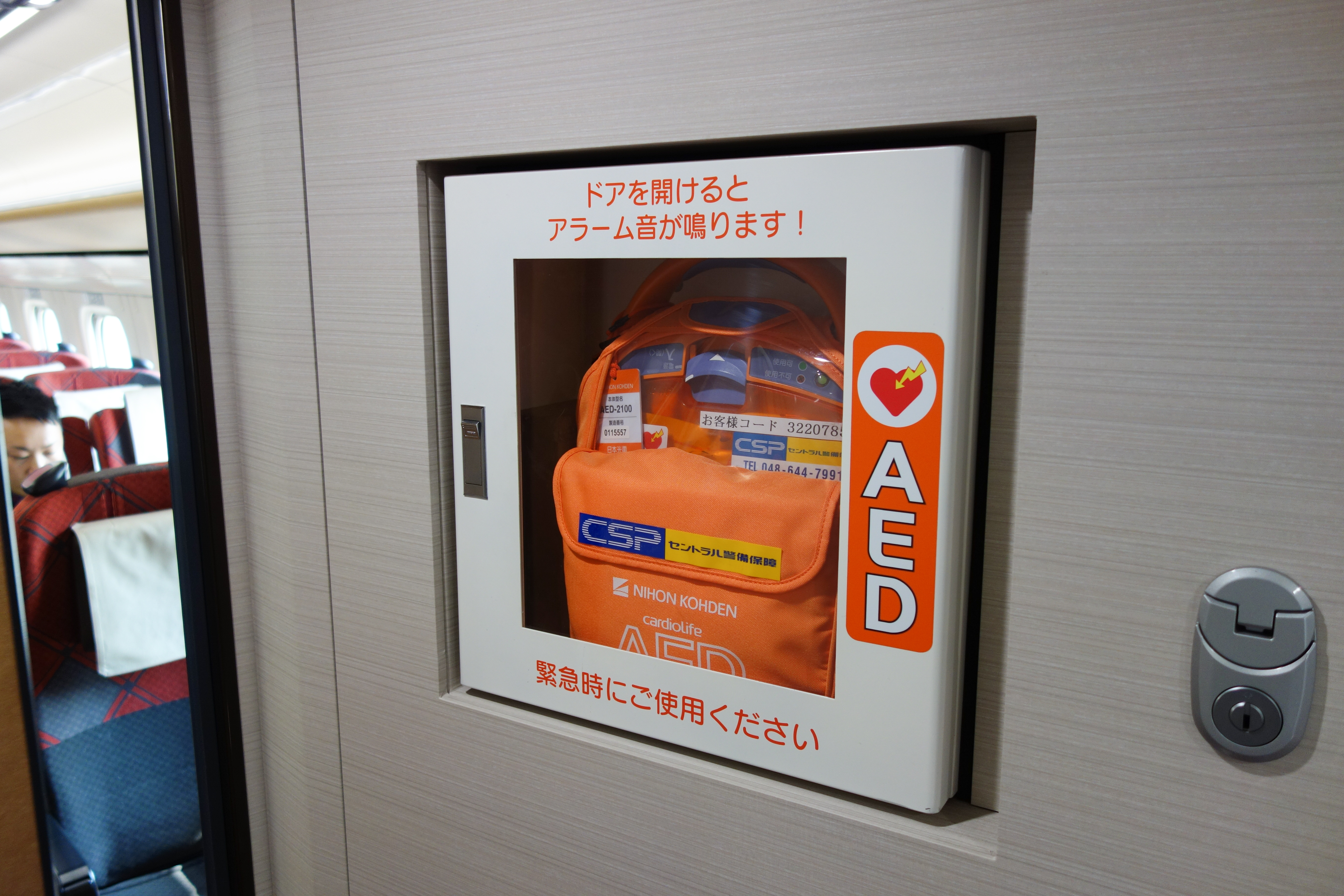
JR東日本、E7系7号車デッキに設置（日本光電製）

#### 医療機関

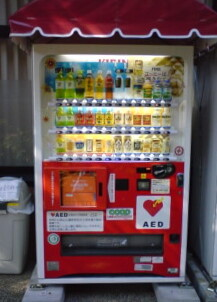
龍谷大学に設置されているAED搭載の自動販売機（AEDは日本光電製）

- 病院（病棟、ロビー）、診療所（歯科医院含む）

#### 公共施設
- 市役所、学校（大学、幼稚園や保育園含む）、図書館、市民会館、大規模な公園の管理事務所、コンベンションセンターなど人の出入りの多い場所

#### 商業施設、娯楽施設
- 大型量販店、デパート、ホテル、大都市のオフィスビル、コンビニエンスストア、パチンコ店、競技場（野球場、サッカー場、競馬場、競輪場、競艇場、オートレース場）、テーマパークなど

#### その他
- 大規模な工場内、自衛隊駐屯地、救急車内など

### メンテナンスと寿命

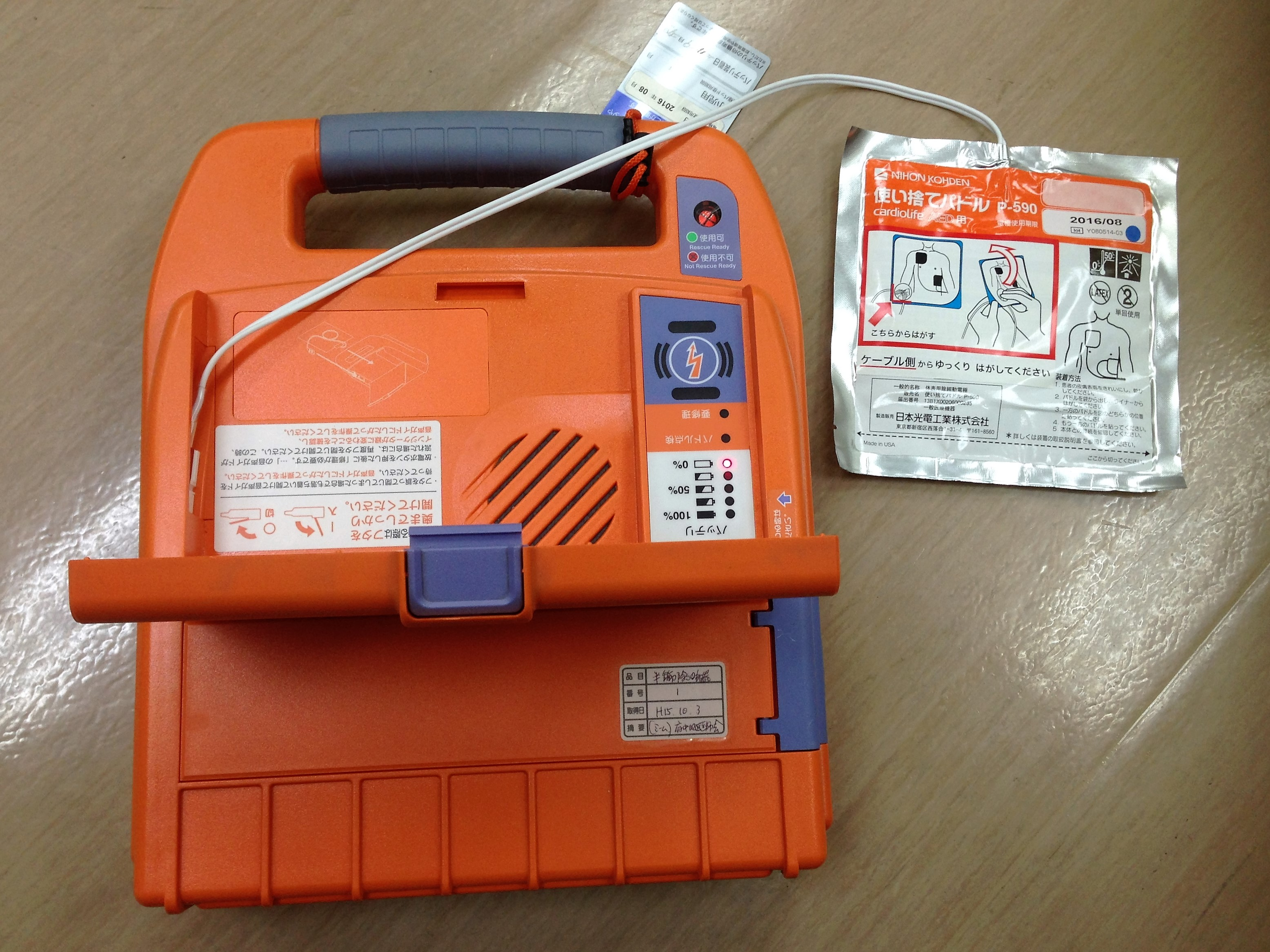
バッテリ切れのAED(インジゲーターが赤色になっていて、バッテリは0%を示している)

バッテリーには使用期限、電極のパッドには使用回数や使用期限があるため、定期的な点検と交換が必要となる。毎日自動的にセルフテストを行い、問題がなければインジゲーターが緑色になりすぐに使える状態である。バッテリ切れなどの異常が発生すると赤色・バツ印になり、アラームが鳴る。バッテリーは汎用リチウム電池やバッテリーパックが用いられ、すぐに利用可能な状態で販売されている。購入者側で再充電や再使用することは無く、使い捨てである（2024年現在では充電式も存在する）。バッテリーの使用期限は未使用の状態で通常2-5年である。AED本体についても保証期間は5年程度で、耐用年数は7年程度とされる。このため、AEDを設置した施設については、未使用であっても5-８年毎に機器の再購入が必要となり、1台あたり20-40万円の費用負担が発生する。また、使用する状況になっても、バッテリー切れで使えなかったという事例があり、実際にそれが原因で患者を見殺しにしてしまう事件もある。

## 機器の普及

### 米国での普及
1992年、米国心臓協会（AHA）はガイドラインで心臓突然死の救命率向上には現場での早期除細動が重要とした。
2000年には、米国心臓協会（AHA）のガイドラインで一般市民によるAED使用の有効性が明記され、連邦法により連邦施設への自動体外式除細動器（AED）の設置が義務付けられた。
2001年、連邦航空局は2004年7月までに航空機への自動体外式除細動器（AED）の設置を義務付けた。
2003年にはニューヨーク州法が学校への自動体外式除細動器（AED）の設置を義務付けている。

### 日本での普及
かつて日本では、医師しか使用が認められていなかったが、2003年に救急救命士に医師の指示がなくても使用することが認められ、さらに2004年7月からは非医療従事者である民間人も使用できるようになり、空港や学校、球場、駅などの公共施設に設置されることが多くなった。
2005年に開催された愛知万博では会場内にAEDを多数配置した。また2006年から2008年頃にかけて公共交通機関でのAED設置が進んだ。2006年7月、都営地下鉄全101駅へのAED設置完了を皮切りとして、2006年にはJR東日本新幹線全駅、JR東海も、東海道新幹線全駅と在来線主要駅に設置された。
この背景として、皇族の高円宮憲仁親王が2002年（平成14年）11月21日、スカッシュの練習を行っていた最中に心室細動による心不全により急逝して以来、心室細動に対する対応が厚生労働省や消防庁で取り上げられたことがあげられる。
日本全国には2024年9月時点で69万台あるといわれている。

## 製造と販売

### 欧米で販売されている商品
- フィリップスメディカル（米国）
- カルディアック・サイエンス（米国）
- フィジオコントロール（米国）
- ハートサインテクノロジーズリミテッド（英国）

### 日本で販売されている商品
出典：日本心臓財団
- ハートスタート（フィリップス、フクダ電子）
- ベネハートCシリーズ（フクダ電子[注 1]）
- カルジオライフ（日本光電[注 2]）
- ライフパック（フィジオコントロール、日本ストライカー）
- サマリタンパッド（ハートサインテクノロジーズ、日本ストライカー）
- CU-SP1（株式会社CU）
- ZOLL AED Plus、ZOLL AED 3（旭化成ゾールメディカル[29]）
- パワーハートG3、レスキューハート HDF-3500（オムロンヘルスケア[注 3]）
- カーディアックレスキュー（日本ライフライン）

## AEDをめぐる諸課題

### 使用率の男女差
倒れた人が女性の場合、男性よりAEDが使われにくい、という調査結果を2019年に京都大学などの研究グループが発表した。この調査は、2008年から2015年において全国の学校の構内で心停止となった子ども232人について、救急隊が到着する前にAEDのパッドが装着されたかどうかを調べたものである。それによると、小学生と中学生では男女に有意な差はなかったが、高校生になると大きな男女差が出ていたという。高校生・高専生の場合、AEDのパッドが貼られた割合が男子生徒83.2%、女子生徒55.6%と30ポイント近い差があった。研究グループは、女子高校生の場合、近くにいた人たちが素肌を出すことに一定の抵抗があったのではないかと分析している。
同様の調査はフランスでも行われており、2011年から2014年にパリ周辺で心停止となったおよそ11,000人のうち、女性でAEDの使用や心臓マッサージといった救命措置がとられたのは60%で、男性より10ポイント低い結果であった。
背景の1つとして訴訟を恐れる心理が指摘されることがあるが、弁護士の小林義和は、救命の流れから逸脱しない限りは、費用や時間、勝訴見込みの観点から、訴訟が発生するケースは考えにくいと述べている。また、弁護士の天辰悠は、「着衣を脱がす行為は強制猥褻罪に、衣類をハサミで切断することは器物損壊罪にあたるが、除細動の迅速な実施のためにやむをえず行った行為は、該当者の死を避けるための緊急避難行為として処罰の対象とはならない」、「性的意図がなければ罪には問われない」という趣旨の主張をしている。なお、2019年5月時点でAEDの使用に伴う痴漢やセクハラの類に関する訴訟は存在しない。その後、2025年1月に、男性の利用に対して相手女性側から被害届が出されて事情聴取を受けたというネットメディア（ABEMA Prime）での報道もあったが、警察等への取材によって、デマであると断定されている（下記のデマの流布も参照）。
なお、フィリップスのつなぐヘルスケア編集部がフェリップスメールマガジン読者を対象に行ったアンケートによると、医療従事者以外の一般の人が救助にあたる場合、「AEDを使うために異性に衣服を脱がされること」について、女性の合計86%が不快感、もしくは抵抗感を感じるという回答結果が得られた。またプライバシー配慮については「周りの人から見えないようにしてほしい」という要望も寄せられている。そのため、フィリップス・ジャパンの成川憲司は救護者で人垣を作るのがベストだと述べている。実際に一部の自治体や施設には、プライバシーに配慮するため衝立が用意されていることがある。
AEDを販売する旭化成ゾールメディカルが、医療従事者を除く一般市民500人に対して実施した「一次救命処置およびAED使用に関する意識調査」によると、「女性に対して救命処置をしたいが抵抗がある」と回答した人は37.9%であり、その男女比は、男性58.0%、女性42.0%であった。また、「抵抗がある」「できない、したくない」「わからない」と回答した方のうち60.1%は「衣服を脱がせたり、肌に触れることに抵抗があるため」、33.4%は「セクシャルハラスメントで訴えられないか心配なため」と回答している。
実際、スポーツ大会で女性が倒れた際、「倒れていたのが女性で、駆けつけたのが男性だった」ためにAEDが使われなかった事例が存在する。結果として女性には重い意識障害が残り、寝たきりの生活が続いているという。

### 女性に対するAED使用
女性に対してAEDの使用がためらわれる理由として、「衣服を脱がせたり、肌に触れることに抵抗がある」といった声がある。しかし、AEDを使用する際は服をすべて脱がさなくても、下着をずらしてパッドを素肌に正確な位置に貼れば十分であり、ブラジャーも外す必要はない。下着やアクセサリーの金属が肌に直接触れている場合、ごくまれに軽いやけどを起こす可能性があるが、そのリスクは極めて低い。海外の検証でも、ワイヤー入りブラジャーでやけどが生じるのはパッドが正しい位置に貼られていない・ワイヤーが露出しているなど複数の条件が重なった場合に限られる。服や下着の隙間からではパッドを正確に貼れない場合は、下着を切る・外す必要がある。日本救急医療財団は「パッドを素肌に正確に貼付できない場合は、下着を切るかずらすなどしてパッドを正しく貼ること」を推奨している。救急蘇生法の指針は、「女性の肌を露出させることにためらいがちだが、電極パッドを正しい位置に素肌へ貼ることが救命のために最優先である」と明記している。配慮を優先しすぎて電気ショックの実施が遅れると救命率が低下するため、迅速な対応が重要とされている。パッド装着後は、上着やタオル、救命テントなどで肌を隠すなど、プライバシーに配慮する方法も推奨されている。

#### 電極パッドを素肌に密着させる理由
AED（自動体外式除細動器）では、電極パッドを直接皮膚に貼付して心電図を解析し、必要に応じて除細動電流を心筋へ流す。衣服や空気層がパッドと皮膚の間に挟まると、著しく大きい空気の電気抵抗（空気の抵抗率はおよそ 10¹⁴ Ω·m、骨格筋は約 2 Ω·m） によってインピーダンスが増大し、
- 心電図解析のノイズ増加 → 不正確なショック判定（AEDが心臓のリズムを正確に分析できない）

- 除細動電流の減衰 → 十分な電流が心筋に届かない

という問題が生じる。現行の医療機関向けAEDは、約 1500 V の二相性パルスで 120–200 J 程度のエネルギー（ピーク電流 30–40 A）を送り込み、適切な導電経路を確保するためにパッド全面を密着させる必要がある。このため国際的な蘇生ガイドライン（AHA 2020、JRC 2020 など）は、衣服を切開・除去し、汗や水分を拭き取った上で貼付することを推奨している。

### デマの流布
2017年12月、架空のアンケートで「多くの女性がAEDを男性に使われた場合『セクハラで訴える』と答えた」とする内容のデマがSNS上で拡散された。しかし、投稿者は後に内容が虚偽であったことを認め、女性に対する侮辱や救命活動への妨害となったことを謝罪した。このようなデマは、過去にも「AEDを使うために女性を裸にしたら警察を呼ばれた」といった内容で流布されたことがあり、女性へのAED使用をためらわせる要因となっている。
2025年1月には、ある男性のXへの投稿を基に、「AEDを使ったことで強制わいせつ罪で被害届を出された」というニュースがABEMA Primeで報道されたが、証言内容に不自然な点が多く、NEWSポストセブンが専門家の見解とともにその報道の信憑性を疑問視する記事を掲載した。さらに、AERAが警察庁などに取材した結果、そのような被害届が受理された事例は確認されず、ABEMA Primeの報道はデマと断定された。ABEMAは、NEWSポストセブンとAERAからの取材に対し、番組制作過程については回答を控えるとした。その後、ABEMAは2月25日の放送で「裏付けが十分でなかった」として謝罪した。

### 使用時の法的責任の問題

#### 米国
米国では州法などで救助行為を奨励することを目的とした責任軽減を定める法として、「善きサマリア人の法」（Good Samaritan Law（Act））が制定されている。ただし、州法によって善きサマリア人の法の内容は様々で、約7割の州ではすべての人を対象にしているが、残りの3割の州では医療従事者や消防隊員・警察官などに対象を限定しており、すべての人を対象としている場合でも明示的に医療従事者を含むと規定する場合が多い。
また、6割強の州で「誠実に（in good faith）」という要件、約4割の州で「無償で（without compensation 又は gratuitously）」という要件を明記している。なお、ミネソタ州とバーモント州では支援義務を課している。

#### 日本
対象の身体に対する「急迫の危害」を回避するための「救命処置」であるAEDの利用により、救命対象を死亡させた場合、あるいは怪我や障害を与えた場合でも、使用者は悪意または重過失がなければ責任を問われない。さらに、AEDの使用により症状悪化が起きることは滅多に無いため、日本救急医学会は「此方の問いかけに反応がなく、呼吸がない場合に使用」する機器だと述べた上で、対象の意識や呼吸の状態が少しでも普通では無いと感じた場合にも試しに使用してみることを推奨している。日本救急医学会の指導医によるとAEDを使用しないと死亡に至る死戦期呼吸と普通の呼吸の差を見分けることが一般人には難しいことや、そもそも心室細動時の呼吸状態である死戦期呼吸の認知度が低いことも、即座のAED利用をしない要因の一つと指摘している。
先述の通り、AEDの使用による救命に失敗した場合でも、悪意または重過失がなければ、救助者が責任を問われることはない。しかし日本には「善きサマリア人の法」がないため救助者が提訴される可能性が存在するという指摘がある。日本には善きサマリア人の法と似た民法698条の「緊急事務管理規定」があるものの、民法698条では不十分とする1999年の消防庁報告書や、緊急時における重過失の線引きが判例の積み立ても足りず曖昧であるといった指摘がなされている。
実際、2016年に千葉県が訴訟費用を貸し付ける規定を盛り込んだ条例を制定している。ただし、千葉県はその趣旨で「AEDの使用等が直ちに訴訟に繋がるものではなく、いたずらに『訴訟』という言葉が先行して一般県民の誤解と不安感を煽ることがないように、特に丁寧な説明を行うよう留意する必要がある」としている。
なお、1994年総務庁報告書は「現行法の緊急事務管理によってほとんどのケースをカバーでき、免責の範囲はかなり広い」としつつ、将来的な課題として引き続き慎重に検討する必要があるとしている。

### 使用率の低さ
2018年の時点で日本には少なくとも50万台以上のAEDが設置されていると推定されているが、心肺停止によって倒れるところを目撃された人のうち、AEDによる電気ショックが行われる割合は4%程度である。しかもそのうち約半数は医療従事者であり、一般市民による使用率は低い。そうした背景を受け、京都大学の石見教授は「AEDが素早く心停止の現場に届く仕組みの構築」と「AEDを使った救命処置を出来る人を増やすこと」が必要であるとしている。

## 関連文献
- 久保田博南『いのちを救う先端技術』PHP研究所〈PHP新書〉、2008年。ISBN 4569701159。